# St. Katharina (Pfaffing)

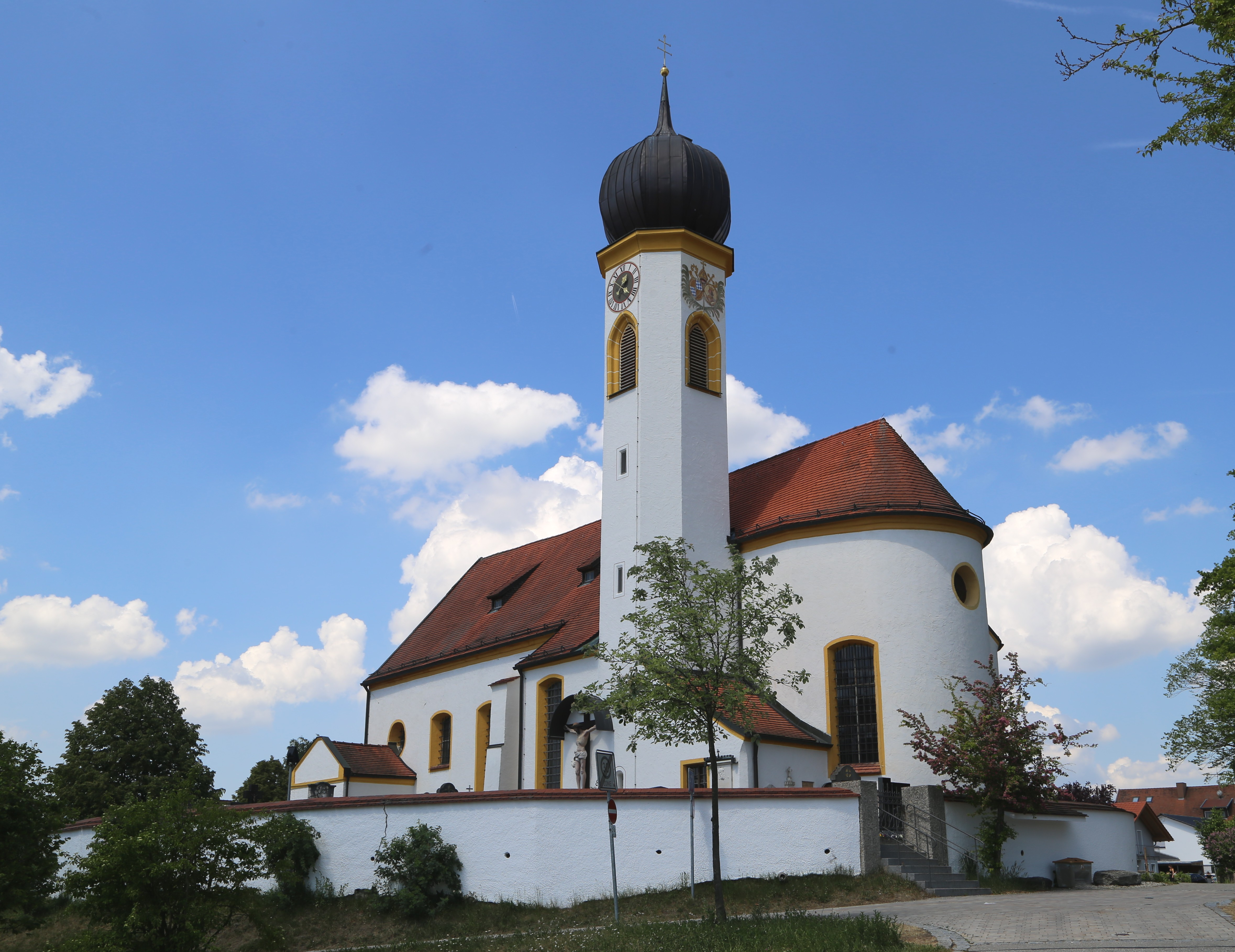
St. Katharina in Pfaffing

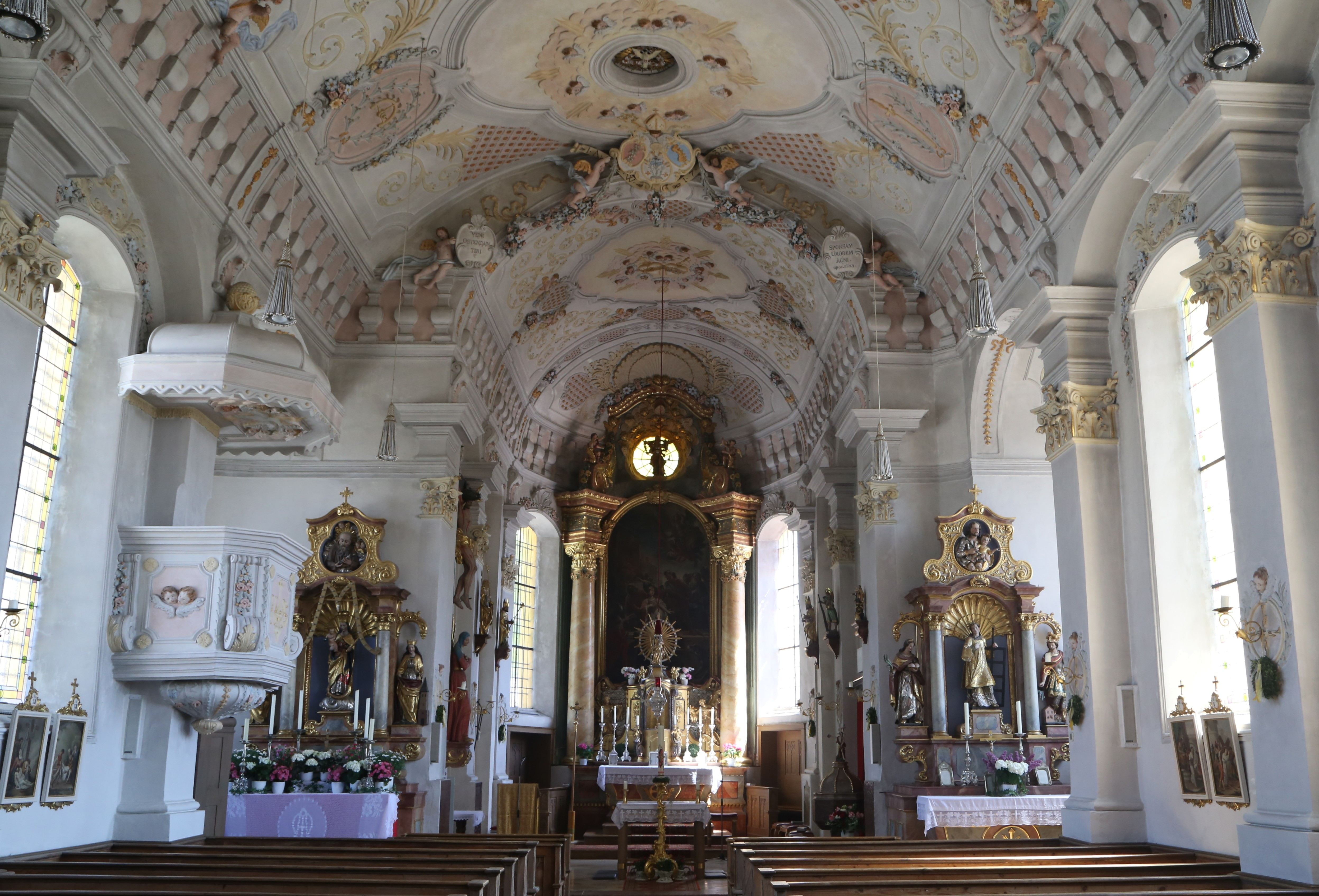
Innenraum

Die römisch-katholische Pfarrkirche St. Katharina steht in Pfaffing, einer Gemeinde im oberbayerischen Landkreis Rosenheim. Sie ist in der Liste der Baudenkmäler in Pfaffing unter der Nr. D-1-87-159-1 eingetragen. Die ursprünglich zum Kloster Weihenstephan gehörende Kirche befindet sich im Dekanat Rosenheim des Erzbistums München und Freising.

## Beschreibung
Die barocke Saalkirche wurde ab 1731 errichtet. Sie besteht aus dem Langhaus zu fünf Jochen und dem eingezogenen, halbrund geschlossenen Chor im Osten. An die Nordwand des Chors sind zwei Kapellen angebaut. Der achteckige Chorflankenturm mit spätgotischen Untergeschossen steht an der Südwand des Chors. Er wurde aufgestockt, um die Turmuhr und den Glockenstuhl mit einem vierstimmigen Bronzegeläute in Schlagtonfolge es1, g1, b1, c2 unterzubringen, und mit einer Zwiebelhaube bedeckt. Ein zum Portal führender Vorbau steht an der Südwand des Langhauses.
Der Innenraum des Langhauses wird von einem Tonnengewölbe überspannt. Der Stuck wurde 1732 von Nikolaus Liechtenfurtner eingebracht. Der um 1780 gebaute Hochaltar ist von einer Vielzahl von Skulpturen an den Wänden umgeben. In dem großen Altarblatt zwischen zwei Säulen ist die Enthauptung der heiligen Katharina von Alexandrien, der Patronin der Pfaffinger Kirche, dargestellt. Die neobarocken Seitenaltäre wurden 1935 gebaut.

## Orgel
Die Orgel auf der oberen Empore mit 15 klingenden Registern auf zwei Manualen und Pedal wurde 2019 von Willi Osterhammer gebaut. Die Disposition lautet:
| I. Manual C–g3 |       |
| Principal      | 8′    |
| Rohrflöte      | 8′    |
| Octave         | 4′    |
| Hohlflöte      | 4′    |
| Octave         | 2′    |
| Quinte         | 1 ⁄3′ |
| Mixtur IV      | 2′    |

| II. Manual C–g3 |        |
| Copel           | 8′     |
| Salicional      | 8′     |
| Schwebung       | 8′     |
| Holzflöte       | 4′     |
| Nasat           | 2 ⁄3′  |
| Flöte           | 2′     |
| Terz            | 1 3⁄5′ |
| Oboe            | 8′     |
| Tremulant       |        |

| Pedal C–f1 |     |
| Subbass    | 16′ |
| Octavbaß   | 08′ |
| Flötbass   | 08′ |
| Choralbass | 04′ |
| Fagott     | 16′ |

- Koppeln: II/I, Sub II/I, II/P,  I/P